# Oranjadă
Oranjada este o băutură gazificată cu aromă de portocale. Oranjadele, în special cele ce nu conțin suc de portocale, pot conține benzoat de sodiu, ceea ce le dă un gust ușor metalic. De asemenea, ele pot conține colofoniu. Au apărut la sfârșitul secolului al XIX-lea în SUA.